# Chimarra massana
Chimarra massana är en nattsländeart som beskrevs av Malicky 1994. Chimarra massana ingår i släktet Chimarra och familjen stengömmenattsländor. Inga underarter finns listade i Catalogue of Life.